# Mary Slessor
Mary Mitchell Slessor (Gilcomston, 2 de dezembro de 1848 – Nigéria, 13 de janeiro de 1915) foi uma missionária escocesa na Nigéria. Seu trabalho e forte personalidade fizeram com que fosse aceita pelos nativos enquanto espalhava o Cristianismo.

## Primeros anos

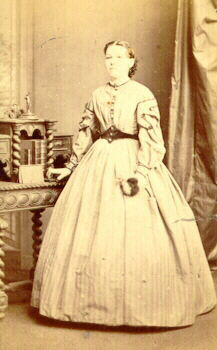
Mary Slessor

Mary Slessor nasceu em 2 de dezembro de 1848 em Gilcomston, perto de Aberdeen, Escócia. Ela era a segunda dos sete filhos de Robert e Mary Slessor. Seu pai, nascido em Buchan, era um sapateiro de profissão. Em 1859, a família mudou-se para Dundee à procura de trabalho. Robert Slessor era alcoólatra, e não podendo mais continuar confeccionando sapatos, passou a trabalhar como operário em um moinho. Sua mãe, uma habilidosa tecelã, também passou a trabalhar nos moínhos. Com 11 anos de idade, Mary Slessor começou a trabalhar por meia carga horária no moinho dos irmãos Baxter. Ela passava uma metade do seu dia na escola providenciada pelos donos do moínho, e a outra metade trabalhando para a empresa. A família Slessor vivia nas favelas de Dundee. Logo, o pai de Mary morreu de pneumonia, e seus dois irmãos também morreram, deixando para trás apenas Mary, sua mãe, e duas irmãs. Com 14 anos, Mary Slessor tinha se tornado uma habilidosa tecelã de juta, trabalhando das seis da manhã até as seis da tarde com apenas uma hora para café da manhã e almoço.
Sua mãe era uma Presbiteriana devota que lia cada questão da Missionary Record, uma revista mensal publicada pela United Presbyterian Church (mais tarde United Free Church of Scotland) para informar membros sobre atividades missionárias e necessidades. Mary Slessor desenvolveu um certo interesse em religião e, quando uma missão era instituída em Quarry Pend (perto da Wishart Church), ela se voluntariava. Mary Slessor tinha 27 anos quando ouviu que David Livingstone, o famoso missionário e explorador, tinha morrido, e quis seguir os passos dele.

## Começo da carreira missionária
Finalmente, Mary Slessor aplicou para a Junta de Missões Internacionas da United Presbyterian Church. Depois de passar por um treinamento em Edimburgo, Mary içou velas no S.S Ethiopia em 5 de agosto de 1876., e chegou em seu destino no oeste da África quase um mês depois. Slessor, 28 anos de idade, ruiva com olhos azuis brilhantes, foi designada para a região de Calabar, e foi avisada que o povoado daquele local acreditava em bruxaria e outras superstições. Rituais de sacrifício de crianças  (gêmeos em particular), eram comuns no meio do povoado cuja ela iria estar ministrando, mas a jovem missionária permaneceu destemida. Mary Slessor trabalhou primeiro nas missões em Old Town e Creek Town. Ela viveu em um condomínio missionário por 3 anos. Ela queria ir mais fundo em Calabar, mas a malária que ela contraiu a forçou retornar para a Escócia e se recuperar. Assim, ela deixou Calabar e foi para Dundee em 1879.
Depois de 16 meses na Escócia, Mary retornou para a África, mas não para o mesmo condomínio. Sua nova tarefa era mais 4,8 kilômetros a fundo de Calabar, em Old Town. Como Mary Slessor designava uma boa parte de seu salário para ajudar sua mãe e irmãs na Escócia, ela economizou, e passou a comer a comida local.

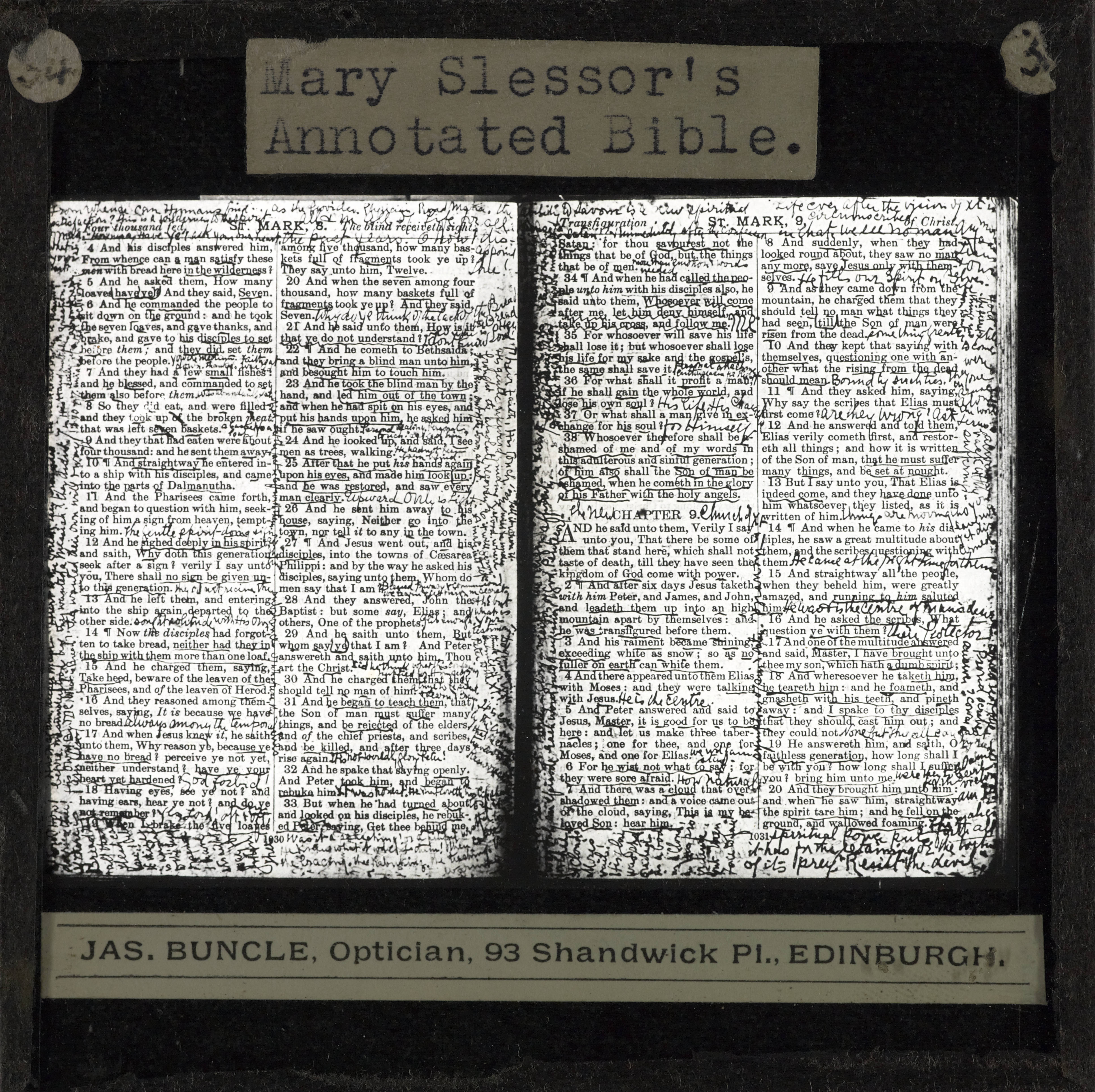
Bíblia com anotações de Mary Slessor

Questões que Mary Slessor confrontou sendo uma jovem missionária incluíam uma difundida prática de sacrifício humano após a morte de algum idoso da vila, que precisava, como acreditavam os nativos, de servos e retentores para acompanharem-no no próximo mundo, assim também como a falta de educação e nenhum status para mulheres. O nascimento de gêmeos era considerada como uma maldição. Nativos temiam que o pai de uma das crianças fosse um espírito maligno, e que a mãe tinha sido culpada por algum grande pecado. Bebês gêmeos eram frequentemente abandonados em arbustos. Mary adotou todas as crianças abandonadas que achou, e estabeleceu uma busca por gêmeos para achá-los, protegê-los e cuidá-los na Casa de Missão. Alguns condomínios missionários estavam vivos com bebês. Uma vez, Slessor salvou um par de gêmeos, um garoto e uma garota, mas o garoto não sobreviveu. Mary tomou a garota como sua filha e a nomeou Janie.
De acordo com David Livingstone, quando dois deputados saíram para inspecionar a missão em 1881-82, eles estavam muito impressionados. Eles disseram: "...Ela gosta da amizade sem restrições e da confiança do povo, e tem muita influência sobre eles." Eles parcialmente atribuíram isso à grande facilidade com que Slessor falava o idioma.
Depois de apenas mais 3 anos, Slessor retornou para Escócia, com outra licença médica. Dessa vez, ela levou Janie. Durante os próximos 3 anos, Slessor cuidou de sua mãe e irmã (que também ficou doente), criou Janie, e falou em igrejas por todos os lugares, compartilhando histórias da África.
Mary de novo retornou para África, com mais determinação do que nunca. Ela salvou centenas de gêmeos da matas da selva, onde eles foram deixados para morrer tanto de fome ou por ataques de animais selvagens. Ela preveniu dezenas, possivelmente centenas de guerras, ajudou os doentes e bloqueou a prática de determinar a culpa de alguém fazendo com que o suspeitos bebam veneno. Ela foi a outras tribos, espalhando a palavra de Jesus Cristo quando e aonde pudesse. Enquanto estava na África, ela recebeu a notícia que sua mãe e irmã haviam falecido. Ela foi tomada pela solidão. Escreveu, "Não existe ninguém para quem eu possa escrever e contar minhas histórias ou qualquer outra coisa." Ela também descobriu um senso para a escrita, "O céu é agora mais perto para mim do que a Grã-Bretanha, e ninguém vai se preocupar comigo se eu ascender." Mary Slessor era uma forte parte na direção por trás do estabelecimento do Centro de Treinamento Hope Waddell em Calabar, que provia treinamento vocacional prático para africanos.

## No meio dos povoados de Ocoiongue e Efique

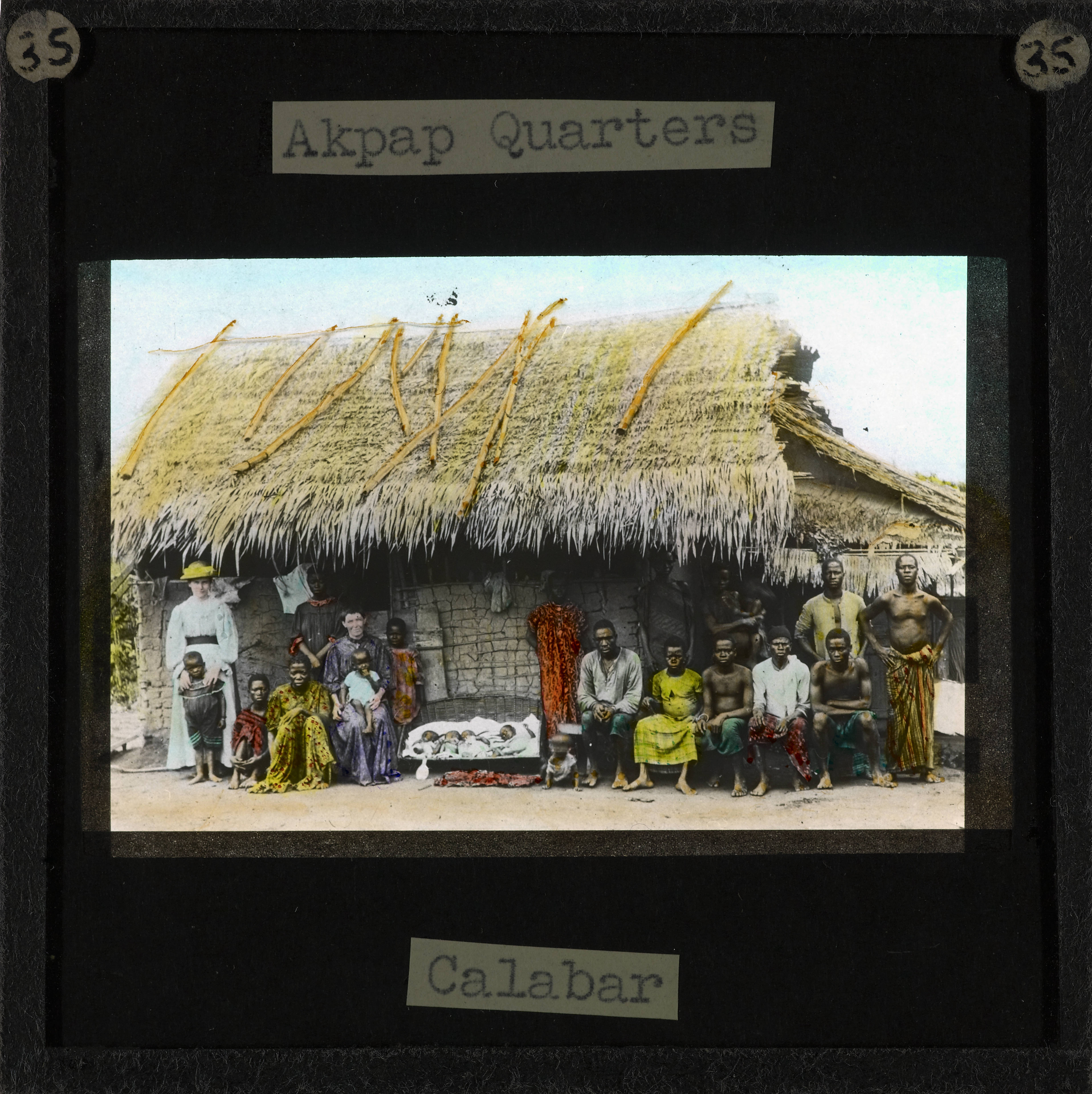
Casa de Mary Slessor em Apape-Ocoiongue, fim do século XIX

Em Agosto de 1888, Slessor viajou para o norte, com destino a Ocoiongue (Okoyong), uma área onde missionários homens já foram assassinados anteriormente. Ela pensou que seus ensinamentos, e o fato de que ela era uma mulher, seriam menos ameaçadores para as tribos inalcançadas. Por 15 anos, Mary Slessor viveu com os povoados de Ocoiongue e Efique. Ela apredendeu a falar o idioma de Efique, e fez fortes amizades pessoais em qualquer lugar que ela fosse, se tornando conhecida pelo seu pragmatismo e humor. Mary Slessor viveu uma vida simples em uma tradicional casa com africanos. Sua insistência em estações solitárias frequentemente levou Slessor a ter conflitos com as autoridades e a deu uma reputação de excentricidade. Contudo, suas explorações anunciaram-na na Grã-Bretanha como a "rainha branca de Ocoiongue". Slessor não focou no evangelismo, mas sim na resolução de litígios, no encorajamento pro comércio, no estabelecimento de mudanças sociais e na introdução da educação Ocidental. Slessor frequentemente fez campanha contra injustiças para com a mulher e procurou elevar o seu status. Ela também tomou para si excluídos e trabalhou incansavelmente para proteger crianças, e em particular, crianças abandonadas, especialmente gêmeos.
Em 1892 Mary Slessor se tornou vice-cônsul em Ocoiongue. presidindo o tribunal local. Em 1905 ela foi nomeada vice-presidente do tribunal local de Ikot Obong. Em 1913 ela foi premiada com a Ordem de São João de Jerusalém. Slessor sofreu com uma saúde frágil nos seus últimos anos mas permaneceu na África, onde morreu em 1915.
Mary Slessor viveu no meio do povoado de Ocoiongue, que ficava perto dos efiques que viviam em Calabar, atualmente Nigéria. Lá ela obteve sucesso na luta contra o infanticídio de gêmeos.

## Morte
Pelas últimas quatro décadas de sua vida, Mary Slessor sofreu febres intermitentes, proveniente da malária que contraiu na primeira estação. Contudo, ela minimizou os custos pessoais, e nunca desistiu para voltar permanentemente à Escócia. Mais tarde, as febres enfraqueceram Slessor a um ponto no qual ela não podia mais andar o dia ou a noite toda na floresta tropical, mas tinha que ser carregada em um carrinho de mão. Finalmente, Mary morreu durante uma febre particularmente severa, em 13 de janeiro de 1915, na sua estação remota perto de Use Ikot Oku.
Seu corpo foi transportado estado de Cross River abaixo, até Duke Town para o equivalente a um funeral de Estado. A Union Jack tampou o seu caixão. Os participantes incluíram o Comissário Provincial, juntamente com outros oficiais britânicos fardados. Bandeiras em edifícios do governo foram hasteadas a meio mastro. O governador-geral da Nigéria, Sir Frederick Lugard, telegrafou seu "mais profundo arrependimento" diretamente de Lagos e publicou um caloroso tributo na Gazeta do Governo.

## Comemorações em Calabar e em meio aos efiques
O trabalho de Mary Slessor em Ocoiongue a deu o apelido efique de Obongauã Ocoiongue (Obongawan Okoyong) ou "Rainha de Ocoiongue". Esse nome ainda é comumente usado para se referir a Mary na atual Calabar.
Muitos memoriais dentro e em volta das províncias efiques em Calabar e Ocoiongue testificam o valor de seu trabalho.
Algum desses incluem:
- Rua Mary Slessor em Calabar
- Carrossel Mary Slessor
- Igreja Mary Slessor
- Estátuas (geralmente carregando gêmeos) em vários locais de Calabar.